# Macrólido
Os macrólidos ou macrolídeos são um grupo de antibióticos de amplo espectro usados no tratamento das infecções bacterianas e fúngicas comuns. Atuam como inibidores da síntese de proteínas bacterianas. O seu primeiro membro foi a Eritromicina. Todos os macrólidos têm um anel lactona com glicídios, denominado macrólido, donde lhes vem o nome. São produzidos por Streptomyces, bactérias esporuladoras de vida livre.
Pertencem à classe de poliquetidos e são relacionados com os antibióticos quetólidos.

## Indicações
Espectro similar ou maior que as penicilinas, sendo uma opção a pacientes alérgicos à penicilina. É eficaz principalmente contra Gram-positivos, mas também são úteis contra alguns Gram-negativos como Neisseria meningitis, Helicobacter pylori e moderadamente contra Haemophilus sp..
São eficazes contra os cocos gram-positivos Streptococcus, Staphylococcus e Enterococcus, também sendo úteis contra patógenos intracelulares como Mycoplasma, Legionella e Chlamydia.
Assim podem ser usados para:
- Infecções do tracto respiratório.
- Infecções dos tecidos moles (músculos, tecido adiposo)
- Doença de Lyme (só os de nova geração).
- Parasitas eucariotas (como Toxoplasma gondii).

## Mecanismo de ação
Inibem a acoplação do t-RNA ao ribossoma bacteriano (passo da síntese de proteínas denominado translocação), ligando-se a local específico da subunidade 50S e impossibilitando a síntese de proteínas. Essa ação é bacteriostática (inibe multiplicação) em pequenas doses ou bactericida (mata as bactérias) em doses elevadas.
A resistência de algumas estirpes é devida a alterações na estrutura do ribossoma da bactéria. Pode ser disseminada em plasmídeos trocados na trocas sexuais das bactérias ou por mutação numa linha de descendentes.

## Efeitos adversos possíveis
- Náuseas, vômitos, diarreia.
- Reacções alérgicas, com erupções na pele.
- Infecções oportunistas devido à depleção da flora normal na vagina e intestino.
- Distúrbios da audição transitórios.
- Hepatotoxicidade com icterícia, febre e dor de cabeça depois de uma a três semanas[1].
- Arritmias cardíacas

## Membros do grupo
- Eritromicina: membro mais velho do grupo com mais de 50 anos.
- Azitromicina: mais eficaz contra Haemophilus.
- Claritromicina: mais útil na Doença de Lyme.
- Roxitromicina
- Tacrolimo: não tem actividade antibiótica mas é usado como imunossupressor.
- Espiramicina: usada na toxoplasmose (infeção por toxoplasma gondii).
- Ansamicina
- Oleandomicina
- Carbomicina
- Tilocina